# 4348 Poulydamas
4348 Poulydamas eller 1988 RU är en trojansk asteroid i Jupiters lagrangepunkt L5. Den upptäcktes 11 september 1988 av den amerikanska astronomen Carolyn S. Shoemaker vid Palomar-observatoriet. Den är uppkallad efter Poulydamas i den grekiska mytologin.
Asteroiden har en diameter på ungefär 82 kilometer.